# Dundalk Football Club 1978-1979
Questa voce raccoglie le informazioni riguardanti il Dundalk Football Club nelle competizioni ufficiali della stagione 1978-1979.

## Maglie e sponsor
Lo sponsor tecnico per la stagione 1978-1979 è O'Neill's.
| Manica sinistra · Manica sinistra · Maglietta · Maglietta · Manica destra · Manica destra · Pantaloncini · Calzettoni |

## Rosa
| N. |                        | Ruolo | Calciatore       |
| -- | ---------------------- | ----- | ---------------- |
|    | Inghilterra (bandiera) | P     | Richie Blackmore |
|    | Irlanda (bandiera)     | P     | Peter McArdle    |
|    | Irlanda (bandiera)     | P     | Brendan Muckian  |
|    | Irlanda (bandiera)     | D     | Mickey Coburn    |
|    | Irlanda (bandiera)     | D     | Paddy Dunning    |
|    | Irlanda (bandiera)     | D     | Dermot Keely     |
|    | Irlanda (bandiera)     | D     | Martin Lawlor    |
|    | Irlanda (bandiera)     | D     | Tommy McConville |
|    | Irlanda (bandiera)     | D     | Ciaran Wiseman   |
|    | Irlanda (bandiera)     | C     | Sean Byrne       |
|    | Inghilterra (bandiera) | C     | Jimmy Dainty     |
|    | Irlanda (bandiera)     | C     | Phil Fitzgerald  |
|    | Irlanda (bandiera)     | C     | Leo Flanagan     |

| N. |                             | Ruolo | Calciatore      |
| -- | --------------------------- | ----- | --------------- |
|    | Irlanda (bandiera)          | C     | Mick Lawlor     |
|    | Irlanda (bandiera)          | C     | Kevin Mahon     |
|    | Irlanda (bandiera)          | C     | Paddy Munroe    |
|    | Irlanda (bandiera)          | C     | Vincent McKenna |
|    | Irlanda (bandiera)          | C     | Gerry Nixon     |
|    | Irlanda (bandiera)          | C     | James Reid      |
|    | Irlanda (bandiera)          | A     | Hilary Carlyle  |
|    | Irlanda (bandiera)          | A     | Willie Crawley  |
|    | Irlanda (bandiera)          | A     | Liam Devine     |
|    | Irlanda del Nord (bandiera) | A     | Jim McLaughlin  |
|    | Irlanda (bandiera)          | A     | Willie McKeever |
|    | Irlanda (bandiera)          | A     | Cathal Muckian  |
|    | Irlanda (bandiera)          | A     | Frank O'Neill   |

## Statistiche

### Statistiche di squadra
| Competizione      | Punti | Totale | Totale | Totale | Totale | Totale | Totale | DR  |
| Competizione      | Punti | G      | V      | N      | P      | Gf     | Gs     | DR  |
| ----------------- | ----- | ------ | ------ | ------ | ------ | ------ | ------ | --- |
| League of Ireland | 45    | 30     | 19     | 7      | 4      | 57     | 25     | +32 |
| LOI Cup           | -     | 1      | 0      | 0      | 1      | 2      | 4      | -2  |
| FAI Cup           | -     | 4      | 4      | 0      | 0      | 7      | 1      | +6  |
| Totale            | -     | 35     | 23     | 7      | 5      | 66     | 30     | +36 |

### Statistiche dei giocatori
| Giocatore     | League of Ireland | League of Ireland | LOI Cup  | LOI Cup | FAI Cup  | FAI Cup | Totale   | Totale |
| Giocatore     | Presenze          | Reti              | Presenze | Reti    | Presenze | Reti    | Presenze | Reti   |
| ------------- | ----------------- | ----------------- | -------- | ------- | -------- | ------- | -------- | ------ |
| R. Blackmore  | 27                | 0                 | 0        | 0       | 4        | 0       | 31       | 0      |
| S. Byrne      | 23                | 7                 | 1        | 0       | 4        | 2       | 28       | 9      |
| H. Carlyrle   | 26                | 16                | 4        | 1       | 0        | 0       | 30       | 17     |
| M. Coburn     | 0                 | 0                 | 1        | 0       | 0        | 0       | 1        | 0      |
| W. Crawley    | 0                 | 0                 | 1        | 0       | 0        | 0       | 1        | 0      |
| J. Dainty     | 29                | 6                 | 1        | 0       | 4        | 1       | 34       | 7      |
| L. Devine     | 8                 | 0                 | 0        | 0       | 1        | 0       | 9        | 0      |
| P. Dunning    | 29                | 3                 | 0        | 0       | 4        | 1       | 33       | 4      |
| P. Fitzgerald | 3                 | 0                 | 0        | 0       | 0        | 0       | 3        | 0      |
| L. Flanagan   | 30                | 5                 | 1        | 0       | 4        | 0       | 35       | 5      |
| D. Keely      | 28                | 0                 | 0        | 0       | 3        | 0       | 31       | 0      |
| Ma. Lawlor    | 29                | 1                 | 1        | 0       | 4        | 0       | 34       | 1      |
| Mi. Lawlor    | 18                | 0                 | 1        | 0       | 2        | 0       | 21       | 0      |
| K. Mahon      | 9                 | 0                 | 0        | 0       | 0        | 0       | 9        | 0      |
| P. McArdle    | 0                 | -0                | 1        | -?      | 0        | -0      | 1        | -0+    |
| T. McConville | 30                | 1                 | 1        | 0       | 3        | 0       | 34       | 1      |
| V. McKenna    | 12                | 1                 | 1        | 0       | 0        | 0       | 13       | 1      |
| W. McKeever   | 1                 | 0                 | 0        | 0       | 0        | 0       | 1        | 0      |
| J. McLaughlin | 3                 | 0                 | 0        | 0       | 0        | 0       | 3        | 0      |
| P. Munroe     | 1                 | 0                 | 1        | 0       | 0        | 0       | 2        | 0      |
| B. Muckian    | 3                 | -?                | 0        | -0      | 0        | -0      | 3        | -0+    |
| C. Muckian    | 27                | 11                | 1        | 0       | 4        | 1       | 32       | 12     |
| G. Nixon      | ?                 | 0                 | ?        | 0       | ?        | 0       | ?        | 0      |
| F. O'Neill    | 3                 | 0                 | 1        | 0       | 1        | 0       | 5        | 0      |
| J. Reid       | 0                 | 0                 | 1        | 0       | 0        | 0       | 1        | 0      |
| C. Wiseman    | 2                 | 0                 | 0        | 0       | 0        | 0       | 2        | 0      |